# Vogelsang-Warsin
Vogelsang-Warsin is een gemeente in de Duitse deelstaat Mecklenburg-Voor-Pommeren, en maakt deel uit van de Landkreis Vorpommern-Greifswald.
Vogelsang-Warsin telt 360 inwoners.